# Liste des cathédrales du Danemark

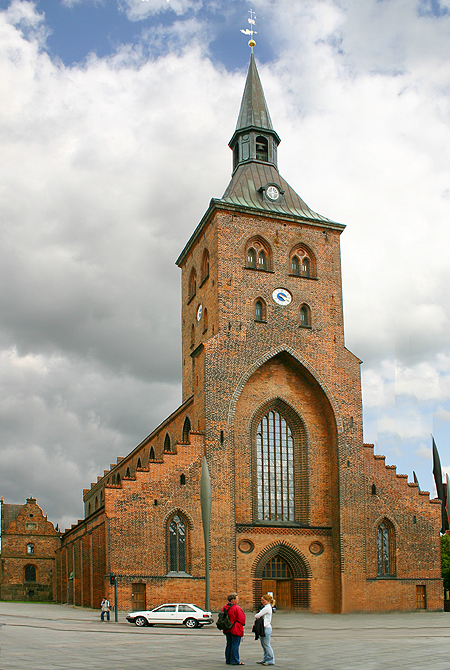
La cathédrale Saint-Knut d'Odense

Cet article recense les cathédrales du Danemark.

## Liste
- Aalborg : Cathédrale saint-Budolphe, 1300, (luthérienne)
- Århus : Cathédrale Saint-Clément, XVe siècle, (luthérienne)
- Copenhague :
  - Cathédrale Notre-Dame, 1829, cathédrale 1923, (luthérienne)
  - Cathédrale Saint-Ansgar, 1842, (catholique)
- Elseneur : Cathédrale Saint-Olaf.
- Haderslev, Cathédrale Notre-Dame.
- Maribo, Cathédrale de Maribo (luthérienne)
- Odense : cathédrale Saint-Knut, 1499, (luthérienne)
- Ribe : cathédrale Notre-Dame, XIe – XIVe siècle, (luthérienne)
- Roskilde : Cathédrale de la Sainte-Trinité de Roskilde, 1280, (luthérienne)
- Viborg : Cathédrale de Viborg 1120-1180, reconstruction 1863-1870, (luthérienne)

Au Groenland, 
- Nuuk, Cathédrale de Nuuk (luthérienne)

Aux Îles Féroé, 
- Tórshavn, Cathédrale de Tórshavn